# Syneura luciola
Syneura luciola är en tvåvingeart som beskrevs av Borgmeier 1925. Syneura luciola ingår i släktet Syneura och familjen puckelflugor. Inga underarter finns listade i Catalogue of Life.